# Crique de Forno
 (juillet 2025).
Si vous disposez d'ouvrages ou d'articles de référence ou si vous connaissez des sites web de qualité traitant du thème abordé ici, merci de compléter l'article en donnant les références utiles à sa vérifiabilité et en les liant à la section « Notes et références ».
 (juillet 2025).
La crique de Forno (en italien : Cala di Forno) est une plage bien connue de la Maremme de Grosseto, dans la partie côtière de la commune de Magliano in Toscana (province de Grosseto), enfermée entre deux promontoires des Monti dell'Uccellina (it).

## Description
La plage est située au cœur du parc naturel de la Maremme et peut être atteinte après quelques heures de marche le long des sentiers ; l'environnement semble intact, avec le sable fin et doré qui prend une couleur tendant vers le blanc sous le puissant soleil de la Maremme au printemps et en été.
L'endroit n'est accessible que entre l'automne et le printemps ; pendant les mois d'été, les sentiers menant à la plage sont fermés. La raison qui justifie cette fermeture est essentiellement liée à la conservation de l'environnement : en effet, si d'une part on réduit le risque d'incendies pendant les mois d'été les plus secs, d'autre part on évite qu'en haute saison, la masse le touristes pourrait compromettre l'écosystème d'une zone, précisément protégée, caractérisée par une haute valeur bio-naturaliste.
Cependant, le microclimat optimal peut permettre des pauses agréables et une exposition au soleil même en hiver.

## Cinéma
En raison de ses particularités naturalistes, Cala di Forno a été utilisée à plusieurs reprises comme lieu de production cinématographique :  Non ci resta che piangere (1984) de Roberto Benigni et Massimo Troisi, Al lupo al lupo (1992) de Carlo Verdone, Viola bacia tutti (1997) de Giovanni Veronesi, Une romance italienne (2004) de Carlo Mazzacurati.